# Bora (ракета)
Bora — турецкая тактическая баллистическая ракета, разработанная на базе J-600T Yıldırım. Является производной от программы разработки ракет Китая и Турции.
Экспортная версия имеет наименование «Хан».
Прошла испытания и поступила на вооружение в мае 2018 года. Поставки завершились в начале 2021 года.

## История
После разработки первой национальной баллистической ракеты J-600T Yıldırım, турецкое правительство поручило компании Roketsan начать работу над усовершенствованной версией ракеты с увеличенной дальностью, поддержкой GPS / ГЛОНАСС наведения и улучшенной точностью.
Разработка началась в 2009 году и продолжалась вплоть до 2017 года.
В мае 2017 года ракета прошла испытания в черноморском портовом городе Синоп. На IDEX-2017 Объединенных Арабских Эмиратов была представлена экспортная версия Bora — «Хан». В том же году Bora была представлена и в Турции на ежегодной выставке вооружений IDEF-17. Уже в 2018 Bora поступили в войска.
В 2019 Bora использовалась для ударов по целям РПК на севере Ирака, где ракета показала высокую точность и эффективность.
В 2022 году, в период прохождения выставки вооружений Indo Defense 2022, Индонезия подписала контракт на приобретение турецких ЗРК Hisar и Bora в экспортной модификации — Khan.

## Описание
Ракета разрабатывалась как развитие баллистической ракеты J-600T Yıldırım, которая, в свою очередь, была разработана на основе китайской B-611.
Новая турецкая ракета имеет дальность действия 280 км (в сравнении с J-600T, имеющей максимальную дальность в 150 км) и может использовать в качестве системы наведения как комбинированный вариант с использованием GPS и INS(на разных участках траектории), либо просто INS.
В то время как у китайского B-611 CEP (вероятная круговая ошибка) составляет около 50 метров, а у J-600T Yıldırım — более 15 метров, Roketsan удалось уменьшить ошибку примерно до 10 метров для Bora, что сделало ракету более точной.
Ракета может нести обычную боевую часть с полезной нагрузкой 450 кг. Учитывая ограничения MTCR (режим контроля за ракетными технологиями), а также тот факт, что Турция также стремится экспортировать Bora, текущие характеристики ракеты описывают её как надежный, проверенный в боях тактический актив.

## Применение
В конце мая 2019 года источники в прессе сообщили, что турецкие военные провели боевые испытания баллистической ракеты «Bora» в ходе операции «Коготь», направленной против боевиков РПК на севере Ирака.
В июле 2019 года беспилотный летательный аппарат (БПЛА) обнаружил цели РПК в районе Хакурк, северный Ирак. Для уничтожения целей использовалась ракета Bora, которая в точности поразила и уничтожила цель.
Эти инциденты показали высокую эффективность и точность данных ракет в реальном бою.

## Тактико-Технические характеристики
- Масса на старте: 2500 кг
- Длина: 8 м
- Диаметр: 610 мм
- Эффективная дальность стрельбы
  - Минимальная: 80 км
  - Максимальная: 280 км
- Вес боевой части: 470 кг
- Вид топлива: многокомпонентное твёрдое
- Максимальная скорость: 5М[5]

## Эксплуатанты
ВС Турции — на вооружении с 2018 года
 ВС Индонезии — заказаны экспортные модификации «Khan»